# Лемпяалян Киса
Лемпяалян Киса (фин. Lempäälän Kisa; сокращённо ЛеКи) — финский хоккейный клуб из общины Лемпяаля. Выступает во третьей финской лиге «Суоми-сарья». Является фарм-клубом команд «Таппара» и «Ильвес» из Финской хоккейной лиги (бывш. «СМ-лиги»). В клубе играют преимущественно собственные воспитанники.

## История
Клуб был основан в 1904 году как многопрофильный спортивный клуб. Хоккейная секция открылась в 1955 году. В 2007 году клуб вышел во вторую лигу «Местис».

## Известные игроки
- Ярко Глад (фин. Jarkko Glad)
- Паси Петриляйнен (фин. Pasi Petriläinen)
- Йосе Ниппала (фин. Jose Nippala)
- Марко Антила (фин. Marko Anttila)

## Неиспользуемые номера
- 5 — Веса Папинсаари (фин. Vesa Papinsaari)
- 8 — Ристо Миккола (фин. Risto Mikkola)
- 17 — Марку Йоэнсуу (фин. Markku Joensuu)
- 19 — Кари Виртанен (фин. Kari Virtanen)
- 33 — Ласси Маттила (фин. Lassi Mattila)